# 春兰公司
江苏春兰制冷设备股份有限公司（上交所：600854）為中國一家多元化企业集团，以空氣调節业务起家，创始人为陶建幸，总部位于江苏泰州。

## 发展历史
1985年，陶建幸出任泰州冷气机厂厂长，时工厂年产值一千万元。1987年起逐步形成空调批量生产能力。1989年，当时的泰州冷气厂与香港钟山公司合资成立了春兰制冷设备公司成立。90年代中，中国大陆比较流行窗式空调，春兰公司避开主流型号，引进小功率以及较大功率的窗式空调。较好的质量以及广告效应，使得春兰赢得了一定的市场份额。到1994年，春兰成为中国最大空调生产基地、世界七大空调生产企业之一。同年，春兰在上海证券交易所上市，成为了一家上市公司。1995年，中国国家统计局授予春兰中国空调之王称号。1999年，春兰公司冠名春兰杯职业围棋赛，即使后来企业效益下滑也未曾中断。20世纪90年代，春兰一直保持着不错的销售业绩，到2000年时，春兰公司的销售额达到了185亿人民币。2001年时还曾获得家电制造业综合实力第一、空调市场占有率第一等称号。
然而，后来由于种种原因，春兰业绩下滑，市场地位逐渐让位于格力等其他空调制造商。2002年、2003年两年，每年净利润下滑都超过40%。到2005年时，春兰首次出现亏损，这一年的亏损只有2600万人民币。然而之后两年，春兰分别亏损1.99亿、3.15亿。这三年间春兰的空调的产量保持在每年150万台左右。与之对应的是，它在中国国内的销量分别只有75万、55万与50万台。2008年5月，春兰遭到了证券交易所停牌。后来在08年与09年两年间春兰通过置换资产等措施实现盈利，终于在09年末又重新上市。2012年时，春兰的空调产能达到300万台，空调压缩机产量达到350万台。截至2022年，春兰股份的主要收入来源为房地产和投资收益。

## 主要事业领域
- 家电：空调器、除湿机、洗衣机。家电业，特别是空调器一直是春兰公司的主营业务。
- 自动车：汽车、摩托车、电动自行车。早在1995年，春兰就计划发展多元化战略。1997年时春兰花7.2亿元人民币收购了南京东风汽车，春兰制造的重型卡车曾在2002年至04年期间进入过中国国内前五强，但后来还是衰落了。[3]2002年时，春兰摩托车、机械、洗衣机部门都呈现亏损。[1]
- 机械：摩托车发动机、空调压缩机
- 新能源：高能动力电池，1997年时开始生产大容量动力电池，后来又开始量产大容量锂动力电池。[2]
- 房地产、电厂、酒店[9]